# Girimekar
Girimekar is een bestuurslaag in het regentschap Bandung van de provincie West-Java, Indonesië. Girimekar telt 11.021 inwoners (volkstelling 2010).